# مفارقة برايس

مفارقة برايس (بالإنجليزية: Braess's paradox)‏ هو مقترح لتفسير حالة تحسين في شبكة الطرق له تأثير عكسي لحركة المرور.
تم طرح المفارقة في عام 1968 من قبل عالم الرياضيات الألماني ديتريش برايس – سُمّيت المفارقة باسمه – والذي لاحظ بأن إضافة طريق إلى شبكة المرور المزدحمة يمكنه أن يزيد من وقت الرحلة بشكل عام وقد تم استخدامه لتفسير حالات تحسين حركة المرور عند إغلاق الطرق الرئيسية الموجودة.